# Thiania viscaensis
Thiania viscaensis is een springspin die alleen voorkomt in de Filipijnen. De wetenschappelijke naam van deze soort is afgeleid van de typelocatie van het type-exemplaar: Visayan State College of Agriculture (VISCA).